# Hamdan al-Biszi
Hamdan Uda al-Biszi (ar. حمدان البشي, ur. 5 maja 1981) – saudyjski lekkoatleta, sprinter.

## Osiągnięcia indywidualne
- złoty medal mistrzostw świata juniorów (bieg na 400 m Santiago 2000), w biegu finałowym al-Biszi ustanowił do dziś aktualny rekord tej imprezy (44.66)
- 3 srebrne medale mistrzostw Azji w biegu na 400 metrów (Dżakarta 2000, Kolombo 2002 oraz Manila 2003)
- 5. miejsce podczas mistrzostw świata (bieg na 400 m Edmonton 2001)
- 2 medale podczas igrzysk azjatyckich (bieg na 400 m, srebro - Pusan 2002 i złoto - Doha 2006)
- dwa starty na igrzyskach olimpijskich, w obu przypadkach (Sydney 2000 i Ateny 2004) swój występ kończył na fazie półfinałowej

Al-Biszi odnosił również liczne sukcesy w sztafecie 4 x 400 metrów, sięgając po medale mistrzostw Azji, halowych igrzysk azjatyckich oraz igrzysk azjatyckich, podczas igrzysk azjatyckich (Pusan 2002) sztafeta Arabii Saudyjskiej zdobyła złoty medal z czasem 3:02.47, który jest aktualnym rekordem tego kraju. Na pucharze świata (Madryt 2002) sztafeta Azji z Saudyjczykiem na drugiej zmianie uplasowała się na 4. pozycji.

## Rekordy życiowe
- bieg na 200 m - 20.81 (2004)
- bieg na 300 m - 32.76 (2002) rekord Arabii Saudyjskiej
- bieg na 400 m - 44.66 (2000) były (do 2013) rekord Arabii Saudyjskiej, w kategorii juniorów rekord Azji
- bieg na 400 m (hala) - 47.98 (2007)